# Ludwina z Schiedam
Ludwina ze Schiedam (ur. 18 marca 1380, zm. 14 kwietnia 1433) – święta katolicka, dziewica, mistyczka.

## Życiorys
Urodziła się 18 marca w 1380 r. w Schiedam. W wieku piętnastu lat uległa wypadkowi podczas zabawy na lodzie. W jego wyniku została sparaliżowana i do końca życia była przykuta do łóżka. Na jej ciele szybko zaczęły pojawiać się bolesne odleżyny, z których wydobywała się flegma. Lekarza nie potrafili zaradzić na ten problem, a prowadzone przez nich terapie eksperymentalne jedynie pogarszały stan zdrowia Ludwiny.
Rodzina zatrudniła do opieki nad dziewczyną służącą, która używała przemocy wobec niej, tak że dziewczyna błagała Boga o śmierć. Zmianę w jej nastawieniu spowodowała wizyta spowiednika, który uświadomił Ludwinie, że Jezus Chrystus także cierpiał podczas swej śmierci męczeńskiej. Odtąd dziewczyna odnalazła sens w swoim stanie i uznała za szczególny rodzaj apostolstwa.
Z dumą i spokojem znosiła chorobę, a za jej sprawą już niedługo później zaczęły dokonywać się cudowne uzdrowienia. Wokół jej łóżka zaczęli gromadzić się ludzie, modląc się i prosząc o radę i pomoc a dary, które przynosili oddawała dla biednych. Bóg obdarzył również Ludwinę darem wizji oraz ekstazy.
Ludwina zmarła w środę wielkanocną 14 kwietnia 1433 r. Pochowano ją na cmentarzu przy kościele pw. św. Jana w Schiedam. Niedługo po tym jej miejsce pochówku było nawiedzane przez liczne grono pielgrzymów.
Kult świętej zatwierdził w 1890 roku papież Leon XIII. Wspomnienie jej obchodzone jest 14 kwietnia.